# Netgear
Netgear, Inc. er en amerikansk producent af netværksudstyr, der er baseret i San Jose, Californien. Produkterne er målrettet detail, erhverv og netværksudbydere.
Netgear blev etableret af Patrick Lo i 1996.